# سوق المعلوم مساق غيره
الاستفهام البلاغي أو سوق المعلوم مساق غيره، وهو سؤال لا يطلب فيه السائل جواباً حقيقيا، بل هو استخدام لصيغة السؤال بغرض مثل الاستنكار أو التعجب أو التمني أو التهكم أو التشويق أو التوكيد، فهو سؤال المتكلم عما يعلمه سؤال من لا يعلمه ليوهم أن شدة الشبه الواقع بين المتناسبين أحدثت عنده التباس المشبه به. وفائدته المبالغة في المعنى نحو قولك «أوجهك هذا أم بدر؟»، فإن كان السؤال عن الشيء الذي يعرفه المتكلم خاليا من التشبيه لم يكن من هذا الباب كقوله تعالى «وَما تِلْكَ بِيَمِينِكَ يا مُوسى» فإنّ القصد الإيناس لموسى عليه السلام أو إظهار المعجزة التي لم يكن موسى يعلمها. وابن المعتز سمّى هذا الباب تجاهل العارف. ومن الناس من يجعله تجاهل العارف مطلقا سواء كان على طريق التشبيه أو على غيره. ومن نكتة التجاهل المبالغة في المدح أو الذم أو التعظيم أو التحقير أو التوبيخ أو التقرير أو التوله في الحب.